# Мінерали-геологічні термометри
Мінерали-геологічні термометри (рос. минералы-геологические термометры, англ. minerals-geological thermometers; нім. Minerale n pl – geologische Thermometer n pl) — мінерали, за якими можна визначити температуру середовища, при якій відбувалося їх утворення.